# Juiaparus batus
Espèce
Juiaparus batus est une espèce d'insectes coléoptères de la famille des Cerambycidae, sous-famille des Cerambycinae et de la tribu des Cerambycini.

## Dénomination
L'espèce Juiaparus batus a été décrite par l'entomologiste suédois Carl von Linné en 1758 sous le nom initial de Cerambyx batus.

### Synonymie
- Cerambyx batus Linnaeus, 1758 - protonyme
- Hamaticherus batus (Serville, 1834)
- Plocaederus batus (Sturm, 1843)
- Hammaticherus batus (Lacordaire, 1869)
- Hammatochaerus batus (Geminger & Harold, 1872)
- Brasilianus batus (Jakobson, 1924)

## Taxinomie
Il existe deux sous espèces :
- Juiaparus batus batus (Linnaeus, 1758)
- Juiaparus batus lacordairei (Gahan, 1892)

## Répartition[1]
- Argentine, Bolivie, Brésil, Colombie, Guyane, Guyana, Honduras, Mexique, Panama, Paraguay, Surinam, Uruguay, Venezuela.

## Articles liés
- Juiaparus
- Liste des Cerambycinae de Guyane
- Galerie des Cerambycidae